# Juazeiro
Juazeiro è un comune del Brasile nello Stato di Bahia, parte della mesoregione di Vale São-Franciscano da Bahia e della microregione di Juazeiro.
Con la città di Petrolina, posta oltre il confine statale costituito dal fiume São Francisco, nel Pernambuco, forma un'unica area metropolitana.